# Moritz Sckaer
Moritz „Mo“ Sckaer (* 26. Februar 1986) ist ein ehemaliger deutscher Baseballspieler (Pitcher). Während seiner aktiven Karriere spielte er unter anderem bei den Cologne Cardinals und den Bonn Capitals. 2010 konnte Sckaer mit der deutschen Nationalmannschaft den  dritten Platz bei der Baseball-Europameisterschaft belegen.

## Biographie

### Vereinskarriere

#### Frühe Jahre bei den Cologne Cardinals
Sckaer begann schon im Alter von acht Jahren mit dem Baseball spielen. Seit 1994 durchlief er die Jugendteams der Cologne Cardinals. Er fiel früh durch sein Talent auf und wurde schon 1996 in die Nordrhein-Westfalen-Jugendauswahl berufen, welcher er bis ins Jahr 2004 angehörte.
Sein Bundesligadebüt gab Sckaer als 17-Jähriger am 26. April 2003 im zweiten Spiel des Tages gegen die Lokstedt Stealers. Er wurde im sechsten Inning als Feldspieler auf der Position des Second Baseman eingewechselt. Das Spiel wurde jedoch nach der ersten Hälfte des siebten Innings aufgrund von Regen abgebrochen, ohne das Sckaer sein erstes At-Bat bekam. Dieses erhielt er eine Woche später gegen die Paderborn Untouchables, als Sckaer erneut als Second Baseman eingewechselt wurde. Das At-Bat endete in einem Strikeout.
Seine nächsten beiden Bundesligaeinsätze erarbeitete sich Sckaer in der darauffolgenden Saison. In denen erzielte er seinen ersten Run und stahl seine erste Base. Im Juli der Saison 2004 erfolgte sein erster Einsatz als Pitcher. Sckaer zeigte frühe Anzeichen seines Könnens auf dem Mound, als er gegen die Bennigsen Beavers im siebten und letzten Inning eingewechselt wurde und alle drei Batter, die ihm gegenüberstanden, wieder auf die Bank schickte. Einen davon mit dem ersten Strikeout seiner Bundesligakarriere.
In den nächsten Jahren entwickelte sich Sckaer zu einer festen Größe im Kader der Cardinals. In seiner ersten vollständigen Saison in der Bundesliga 2005 pitchte Sckaer in zehn Spielen 45,2 Innings. Zwei seiner drei Starts beendete er, ohne ausgewechselt zu werden. Trotz seiner guten Saisonstatistiken mit einem ERA von 2,36 und einem gegnerischen Batting Average von ,190 bekam Sckaer keinen Einsatz in den Play-offs, in denen die Cardinals schon im Viertelfinale in vier Spielen an den Regensburg Legionären scheiterten.
Auch in den folgenden zwei Saisons kam Sckaer regelmäßig bei den Cardinals zum Einsatz. In insgesamt 25 Spielen, wovon er 20 in der Startaufstellung begann und 9 ohne Auswechslung beendete, warf er 140,2 Innings bei einem ERA von 3,95 bzw. 3,60. In diesen beiden Jahren konnten die Cardinals ebenfalls die Play-offs erreichen, scheiterten jedoch auch mit Einsätzen Sckaers in beiden Jahren im Viertelfinale an den Legionären.

#### Baseball am College
Ende 2007 entschied sich Sckaer Medien- und  Kommunikationswissenschaften in den USA zu studieren. Dort ging er mit einem Sportstipendium an die Ottawa University im US-Bundesstaat Kansas. Als Universitätssportler kamen hier auch neue Baseballherausforderungen auf ihn zu, so spielte Sckaer für die Universitätsmannschaft, die Ottawa Braves in der Kansas Collegiate Athletic Conference der National Association of Intercollegiate Athletics(NAIA). Sckaer kam in seine Debütsaison am College zu elf Einsätzen, wobei seine Statistiken im Teamdurchschnitt lagen. Mit nur 12 Siegen bei 38 Niederlagen reichte in der Conference lediglich für die vorletzten sechsten Platz.
Nach dem Saisonende der Braves kehrte Sckaer in den Semesterferien zu den Cardinals in die Bundesliga zurück und warf dort in neun Spielen mit einem ERA von 1.86 und einem gegnerischen Batting Average von ,191 eine seiner statistisch besten Saisons. Erneut scheiterten sie jedoch in den Play-offs im Viertelfinale gegen Regensburg. Diesmal konnte Köln sogar den 3–0 Sweep nicht verhindern.
2009 erhielt Sckaer bei den Braves deutlich mehr Spielzeit. So warf er 79 Innings in 16 Partien, konnte mit einem Win-Loss Record von 3–11 und einem ERA von 7.63 erneut hinter den Erwartungen zurück. Er war jedoch hinter Eric Cordell in allen Statistiken der zweitbeste Starting-Pitcher des Teams. Die Braves beendeten die Saison mit einem Record von 12–38 erneut auf dem sechsten Platz ihrer Conference. Auch nach der College-Saison 2009 kehrte Sckaer nach Deutschland zurück, kam allerdings nur für das Regionalligateam der Cardinals zum Einsatz. 
Als Sckaer im Herbst wieder zum Studieren in die USA ging, entschied er sich, die Braves und die Universität Ottawa zu verlassen und an das William Jewell College zu wechseln. Nach einem Tryout erhielt er auch hier ein Stipendium. Die Universitätsmannschaft spielte als Jewell Cardinals ebenfalls in der Heart of America Conference (HAAC) der NAIA. Dieser Wechsel sollte sich auszahlen. Mit 41 Siegen bei und 15 Niederlagen gewann das Team die HAAC. Sckaer selbst spielte eine solide Saison und lieferte elf Spielen (davon sieben als Starter) selber sechs Siege bei nur einer Niederlage ab. Bei 51 geworfenen Innings hielt er einen ERA von 4,24, womit er sich auf Rang vier seines Teams einreihte.
Im Sommer stieß Sckaer erneut zu seinem schwächelnden Kölner Heimatverein hinzu. Trotz solider Leistungen bei seinen sechs Einsätzen konnte er die Cardinals nicht vor den Play-downs bewahren. Das Aufbäumen in diesen inklusive eines Sieges Sckaers konnte den Rückstand von vier Spielen nicht wettmachen und so stiegen die Kölner mit einem Spiel Rückstand am Ende der Saison ab.
Auch 2011 kehrte Sckaer für sein Seniorjahr an das William Jewell College zurück. Das letzte Jahr seiner Collegespielberechtigung konnte nicht an die Erfolge des Vorjahres anknüpfen. Erneut spielte Sckaer in 11 Spielen (sechs davon als Starter), musste in diesen allerdings vier Niederlagen auf seine Kappe nehmen. Mit 35 Siegen und 21 Niederlagen blieben die Cardinals zwar im positiven Bereich, erreichten in der HAAC jedoch nur den sechsten Rang.

#### Bonn Capitals
Nachdem sich die Cardinals mit Sckaer in der Saison 2010 nicht in der Baseball-Bundesliga halten konnten und diese den Abstieg in die 2. Baseball-Bundesliga hinnehmen mussten, entschied sich Sckaer, zum Lokalrivalen Bonn Capitals zu wechseln, um weiterhin in der Bundesliga zu spielen.
Nach Abschluss seiner Collegesaison griff Sckaer Ende Mai gegen die Pulheim Gophers erstmals in die Saison der Capitals ein. In Bonn konnte sich Sckaer vollständig auf seine Rolle als Pitcher spezialisieren. Einsätze als Second Baseman oder Outfielder, welche in Köln noch sporadisch auftraten, blieben hier aus. Die Capitals erreichten durch einen dritten Platz in der regulären Saison die Play-offs und trafen dort auf die Heidenheim Heideköpfe. Bonn konnte auf heimischen Boden zwar mit 2–0 Spielen die Führung erringen. Verlor diese beiden folgenden Spielen in Heidenheim wieder. Im entscheidenden fünften Spiel zeigte Sckaer Nervenstärke, als er die Capitals als Starter über neun Innings zum 8–3 Sieg und damit zum Einzug in das Halbfinale führte. In der Halbfinalserie verloren die Capitals mit 3–1 Spielen gegen die Paderborn Untouchables, Sckaer blieb in dieser Serie ohne Einsatz.
Auch in der folgenden Saison erreichten die Capitals wieder den dritten Tabellenplatz und qualifizierten sich für die Play-offs, wo sie diesmal an den Heidenheimern scheiterten. Aufgrund einer Schulterverletzung war Sckaer nur in reduzierter Last einsetzbar und kam überwiegend als Relief Pitcher zum Einsatz. Aufgrund der Verletzung unterzog er sich nach der Saison einer Schulteroperation.
In der Saison 2013 kam Sckaer gestärkt wieder zurück. Nach zehn Spieleinsätzen (drei davon als Starter) erzielte er einen Win–Loss Record von 5-0. Seine Teammitglieder zeigten ebenfalls gute Leistungen, sodass die Capitals als Tabellenzweite mit Heimrecht in das Viertelfinale einzogen. Die Mainz Athletics hielten die Serie eng, sodass diese nach vier Spielen ausgeglichen war. Wie schon im Jahr 2011 übernahm Sckaer als Starter die Verantwortung. Vor heimischen Publikum wurde er dem Vertrauen gerecht und übergab nach 5,2 Innings den Ball mit einem Vorsprung an seine Pitcherkollegen, welche den Sieg nach Hause brachten. Erneut mussten sich die Bonner im Halbfinale mit 3–1 geschlagen geben, diesmal gegen die Regensburg Legionäre.
2014 gaben die Cologne Cardinals bekannt, dass Sckaer für die kommende Saison wieder zurück zu seinem Kindheitsverein nach Köln wechseln werde. Aus beruflichen und gesundheitlichen Gründen kam dieser Wechsel allerdings nicht zustande. Sckaer entschied sich daraufhin noch ein Jahr bei den Bonn Capitals zu spielen, bevor er 2015 seine Karriere aus zeit- und gesundheitlichen Gründen beendete.

### Nationalmannschaftskarriere
Seit 2007 gehörte Sckaer zum erweiterten B-Kader der deutschen Herren Baseball-Nationalmannschaft. So kam er in den folgenden Jahren auch zu seinen ersten Einsätzen für Deutschland.
Zur Baseball-Europameisterschaft 2010 gelang ihm erstmals die Berufung in den A-Kader, wo ebenfalls sein ehemaliger Mannschaftskamerad Dirk Fries als Co-Trainer angeheuert wurde.
Bei der EM kam Sckaer in zwei Spielen als Relief Pitcher zum Einsatz. Im Auftaktspiel gegen die Ukraine wurde er beim Stand von 10–0 im achten Inning eingewechselt und beendete dieses und damit auch das Spiel frühzeitig, ohne weitere Runs zuzulassen. Seinen zweiten Einsatz erhielt Sckaer im sechsten Spiel der Deutschen gegen Griechenland. Hierbei kam er im sechsten Inning beim Stand von 8–4 zum Einsatz. Dieses bestand er souverän mit nur einem Walk, bevor die Griechen im siebten Inning mit drei Singles die Bases füllen konnten. Zunächst gelang es Sckaer und den Deutschen noch Punkte durch ein Force Out an der Home Base zu verhindern. Die nächsten beiden griechischen Batter konnten jedoch mit jeweils einem Single die nächsten zwei Runs erzielen, was für Sckaer die Auswechselung bedeutete. Deutschland gewann das Spiel letztendlich mit 17–8. Am Ende erreichte Sckaer mit den Deutschen den dritten Platz und gewann Bronze.
Seitdem gehörte Sckaer zum A-Nationalkader, konnte sich jedoch nie vollständig durchsetzen. So wurde er für das nächste internationale Turnier, das World Port Tournament in Rotterdam, nur nachnominiert, nachdem sich Christopher Howard und Octavio Medina verletzten. 2012 schaffte Sckaer es aufgrund einer Verletzung und 2014 aufgrund fehlender Spielpraxis bei den Bonn Capitals nicht, sich für den EM-Kader zu empfehlen. Er erhielt seitdem auch keine weiter Nominierung für die deutschen Nationalkader.

## Spielstil
Er wirft auf seiner Position als Pitcher mit dem rechten Arm. Als Batter ist er ebenfalls Rechtshänder.